# Recchia simplicifolia
Recchia simplicifolia, vrsta drveća iz Meksika  (Chiapas, Oaxaca, Tabasco, Veracruz) i Kostarike, u porodici Surianaceae.
Vrsta je otkriv ena i opisana 1985. a u sažetku doslovno piše „Recchia simplicifolia, nova vrsta iz južnog Veracruza, južnog Tabasca i sjevernog Chiapasa, predstavlja prvu nemikrofilnu vrstu Simaroubaceae Novog svijeta s jednostavnim lišćem. Razlikuje se od druge dvije vrste Recchia po jednostavnom lišću, kaulifloriji i staništu u prašumi. Njegovo otkriće moglo bi zahtijevati ponovnu procjenu odnosa Surianaceae i Simaroubaceae. Iako njegova rasprostranjenost odgovara području s visokim oborinama koje pokazuje jake afinitete prema vlažnoj srednjoameričkoj flori i možda je služilo kao utočište vrstama kišnih šuma tijekom dijelova pleistocena, njegovi su odnosi strogo povezani s meksičkim vrstama suhe pacifičke padine, podupirući hipotezu o razmjeni između vlažnih i suhih meksičkih flora tijekom klimatskih ciklusa pleistocena.”

## Vanjske poveznice
|  | Wikivrste imaju podatke o taksonu Recchia simplicifolia |